# Gerard Claret
Gerard Claret i Serra, é um violinista andorrano, irmão de Joan Claret i Solé, do jornalista Andreu Claret i Serra e do violoncelista Lluís Claret i Serra e filho de Maria Serra e de Andreu Claret i Casadessús, um empresário e político que fundou o partido político ERC. 

## Biografia
Gerard Claret nasceu em 19 de março de 1951 em Andorra-a-Velha, onde trabalhou com Gonças Comellas e Enric Casals. Ele mudou-se, com 13 anos, junto com a família, para Barcelona em 1964. Em 1968, com 17 anos, Gerard Claret e seu irmão começaram a sua carreira profissional, quando tocaram pela primeira vez no Palácio da Música Catalã como membros da orquestra de Barcelona. Nesse mesmo ano ele formou o quarteto de Barcelona, composto por ele, o seu irmão, Gonças Camellas e Mateu Valero. 
Em 1993, com 42 anos, ele fez o projeto mais importante de toda a sua carreira, fundando a Orquestra Clássica Nacional de Andorra (I'ONCA) da qual ele é o diretor de concertos e o diretor artístico. 
Em 1998, com 47 anos, ele recebeu a Creu de Sant Jordi. Em 2001 ele fundou a orquestra da Câmara Nacional Jovem de Andorra.  Em 2018, com 67 anos, Lluís e Gerard Claret comemoraram o 25.º aniversário da ONCA e o 50.º aniversário das suas carreiras artísticas, com a estreia do Double Concert de Salvador Brotons, encomendado pela Fundação ONCA. 